# آلتینو دومینگز
آلتینو دومینگز (انگلیسی: Altino Domingues؛ زادهٔ ۲ نوامبر ۱۹۵۱) بازیکن فوتبال اهل ایالات متحده آمریکا است.
وی همچنین در تیم ملی فوتبال ایالات متحده آمریکا بازی کرده‌است.